# 皮拉茹
皮拉茹（法語：Pirajoux，法語發音：[piʁaʒu]）是法国东部安省的一个市镇，属于布雷斯地区布尔格区。

## 地理
皮拉茹（46°22'17"N, 5°17'57"E）面积12.99 平方千米，位于法国奥弗涅-罗讷-阿尔卑斯大区安省，该省份为法国东部省份，北起汝拉省，西北接索恩-卢瓦尔省，西接罗讷省和里昂大都会，南至伊泽尔省，东与萨瓦省、上萨瓦省和瑞士接壤。
与皮拉茹接壤的市镇（或旧市镇、城区）包括：博蓬、科利尼、科尔莫、栋叙尔、富瓦西亚、马尔博、维勒莫捷。

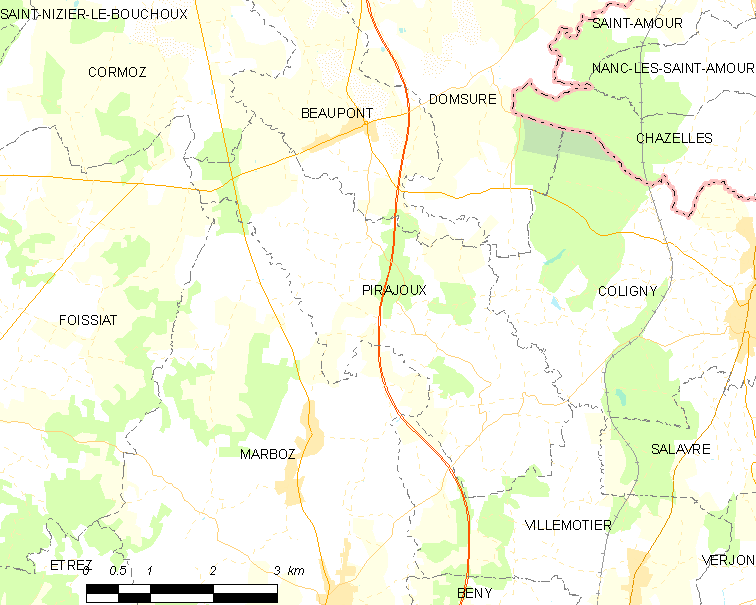
皮拉茹的OSM定位图

皮拉茹的时区为UTC+01:00、UTC+02:00（夏令时）。

## 行政
皮拉茹的邮政编码为01270，INSEE市镇编码为01296。

## 政治
皮拉茹所属的省级选区为圣艾蒂安迪布瓦县。

## 人口

1962-2008年间皮拉茹人口变化图示

皮拉茹于2022年1月1日时的人口数量为400人。